# Petrogale herberti
Petrogale herberti — вид родини Кенгурових. Етимологія: вид названо на честь Герберта Сміта (англ. C F Herbert Smith), асистента секретаря Британського Музею (Натуральна Історія). 

## Поширення
Ендемік східного Квінсленду, Австралія. Місце існування характеризується виходами скельних порід. 

## Загрози та охорона
Здається, немає серйозних загроз для цього виду. Вид присутній на деяких природоохоронних територіях.